# Maria Christina
Maria Christina è una canzone composta dal cantautore e chitarrista Ñico Saquito negli anni '30 e incisa nel 1957.
Questo pezzo, con un umorismo sottile, è stata interpretata da musicisti come Benny Moré, Compay Segundo, il Septeto Ignacio Piñeiro e Cheo Feliciano.

## Testo, interpretazioni e significato
y yo le sigo, le sigo la corriente

porque no quiero que diga la gente

que María Cristina me quiere gobernar.»
(Ñico Saquito)
Maria Christina è una donna che, dalla sua tradizionale situazione di domininata, vuole dirigere il marito o il suo amato e diventare dominatrice. La voce narrante a sua volta, cede ai tentativi di dominio di sua moglie, giustificandosi con il dire che lo fa perché non vuole che la gente dica che Maria Christina lo vuole dominare, ma evidentemente lei ha già raggiunto il suo scopo.
Negli anni '50 Ñico Saquito nelle sue canzoni aveva sviluppato, non solo per Cuba, ma anche per il Venezuela ed in generale per tutto il Sudamerica, critiche sociali e politiche nei confronti dei despoti militari e filo-americani che avevano fatto dell'America Latina il teatro più sanguinoso della Guerra Fredda.
Il brano più ricordato di questo filone è "María Christina".
Secondo Lil Rodríguez, i versi di questa canzone sono ispirati a quelli che furono cantati dai patrioti cubani contro Maria Cristina d'Asburgo-Teschen durante la guerra d'indipendenza cubana.